# Carlo Volpi
Carlo Volpi (Sampierdarena, Provincia de Génova, Italia, 8 de febrero de 1941) es un exfutbolista italiano. Se desempeñaba en la posición de delantero.

## Clubes
| Club            | País   | Año         |
| --------------- | ------ | ----------- |
| U. C. Sampdoria | Italia | 1957 - 1958 |
| A. C. Monza     | Italia | 1958 - 1960 |
| A. C. Reggiana  | Italia | 1960 - 1962 |
| U. S. Palermo   | Italia | 1962 - 1963 |
| Mantova F. C.   | Italia | 1963 - 1967 |
| Juventus F. C.  | Italia | 1967 - 1968 |
| Brescia Calcio  | Italia | 1968 - 1971 |
| Perugia Calcio  | Italia | 1971 - 1972 |
| Parma F. C.     | Italia | 1972 - 1975 |
| A. S. Lucchese  | Italia | 1975 - 1976 |

## Palmarés

### Campeonatos nacionales
| Título  | Club        | País   | Año     |
| ------- | ----------- | ------ | ------- |
| Serie C | Parma F. C. | Italia | 1972-73 |